# Jake Bass
Jake Bass (Montréal, Kanada, 1991. február 22. –) kanadai meleg pornószínész. 2011-ben kezdett pornófilmezni, a Squirtz stúdiónál kezdte.

## Karrier
Kezdetben nem tervezte, hogy belép a pornóiparba. A Jake Bass nevet úgy választotta, hogy a "Jake" felhasználónév volt egy videójátékban, amivel fiatalabb korában játszott, "Bass"  Chuck Bass ihlette a Gossip Girl – A pletykafészek sorozatból. Megkereste Jake Jaxon CockyBoys tulajdonosát, és így lett exkluzív modell, ezzel remélte, hogy elindul modellkarrierje. Szeretett volna híres márkamodell lenni, mint a Givenchy francia luxusmárkánál, vagy a V magazin, illetve a GQ férfimagazinoknál.
2011-ben, volt az első filmje, majd március 25-én, elkészült a második filmje Jake Bass: Takes a Shower, Then Sprays a Shower.
2012-ben, a Fleshjack Boy versenyen győztes lett. Egyik főszereplője a  Project GoGo Boy filmsorozatban, Arnaud Chagall, Gabriel Clark, Tommy Defendi, Pierre Fitch, Stephen Forest, Seth Knight, Max Ryder, Sebastian Young mellett. A filmet a Grabby Awardson jelölték és négy kategóriában győzött is. A film sztárjai Jake Bass és Max Ryder.
2013-ban, a Grabby Awardson, négy jelölést kapott, legjobb újonc, legjobb színész, a legszexibb (hottest) Bottom és az év webszereplője.  Egy újabb díjnyertes filmben játszott főszerepet Max Ryderel, a  Roadstrip-ben.
2014-ben, Jake Jaxon-től kiderült, hogy Jake Bass játszik majd a Jake Jaxon's Answered Prayers filmben.

## Magánélete
Kanadában, Montréalban született. 16 éves volt, mikor az apja hosszan tartó, súlyos betegség után meghalt. Pszichológiát tanul a McGill Egyetemen.